# الهه آتش
الهه آتش (انگلیسی: Goddess of Fire) یک مجموعه تلویزیونی و درام تاریخی است که در سال ۲۰۱۳ در کره جنوبی پخش شد.
این درام درام تاریخی زندگی و عشقهای یو یونگ را به تصویر می‌کشد، که بر اساس شخصیت واقعی زندگی بائک پا سون در قرن شانزدهم ساخته شده‌است و به عنوان اولین زن سفالگر و هنرمند در پادشاهی چوسان مشهور است.
مهارت‌های لعاب‌کاری او بسیار ارزشمند بود، و به عنوان سازنده ظروف سفالی و چینی کره‌ای برای خانواده سلطنتی منصوب شد. اما شهرت او همچنین مورد توجه مهاجمان خارجی قرار گرفت، و در طول تهاجم ژاپن به کره (۱۵۹۸–۱۵۹۲)، وی در میان صنعتگران کره ای بود که اسیر شده و به زور به ژاپن منتقل شدند و کار هنری خود در آنجا ادامه دادند. تحت دستور تویوتومی هیده‌یوشی برای غنی‌سازی هنر و فرهنگ ژاپن، بائک پا سون به این پیشرفت کمک کرد. آثار او ظروف سفالین جدیدی بود که ادعا می‌شود آثار هنری ژاپنی است. وی در ژاپن مورد احترام واقع شد و یک زیارتگاه در شهر آریتا، ساگا وجود دارد که به او اختصاص داده شده‌است.